# Jana Van Lent
Jana Van Lent, née le 22 avril 2001 en Belgique, est une athlète belge spécialiste des courses de fond et plus particulièrement du 5000 m,  du 10000 m et du cross-country. Elle est championne de Belgique à deux reprises et, en 2025, a battu à plusieurs reprises en 2025 le record de Belgique d'athlétisme du 5 000 m dont elle est détentrice.

## Biographie
Jana Van Lent, née le 22 avril 2001 et originaire de Mariakerke en Belgique, est la fille de Geert Van Lent, entraîneur sportif à Bruxelles. Elle est étudiante à l'Erasmushogeschool Brussel (EHB) en nutrition et diététique.
En 2023, Van Lent devient championne de Belgique du 10 000 m pour la première fois, améliorant son record personnel de près de 40 secondes et se qualifiant ainsi pour les Championnats d'Europe U23 à Espoo. Lors de ces championnats d'Europe, elle termine 12e de la finale directe.
En 2024, Van Lent participe au 10 000 m aux Championnats d'Europe de Rome. Elle termine 11e de la finale directe. En novembre 2024, elle est couronnée championne de Belgique de cross-country à Hulsthout, ce qui lui a permis d'être sélectionnée pour les championnats d'Europe de cross-country à Antalya en décembre 2024. Elle termine 5e en individuel et, avec l'équipe belge, 3e au classement par pays.
L'année 2025 est une année prolifique en performances pour Jana Van Lent. Le 23 février 2025, elle remporte le 10 km sur route à Cannes établissant un nouveau record de Belgique en 31 min 16 s. En avril 2025, elle est la femme la plus rapide des 10 miles d'Anvers avec un temps de 52 min 18 s. Le 24 mai 2025, Jana Van Lent remporte la coupe d'Europe du 10 000 m à Pacé en France avec un nouveau record personnel. Le 9 juin 2025, elle remporte le championnat de Belgique du 10 000 m à Duffel. Le 19 juillet 2025, elle améliore le record de Belgique d'athlétisme du 5 000 m lors du London Athletics Meet (faisant partie de la Ligue de Diamant) à Londres et se qualifie pour les Championnats du monde d'athlétisme 2025 à Tokyo. Le 2 août 2025, elle remporte la médaille d'argent sur le 5000 m aux Championnats de Belgique 2025.
Van Lent était affiliée au club d'athlétisme Sparta Bornem dans sa jeunesse. Elle a ensuite été transférée au Volharding Beveren. Lorsqu'elle a commencé des études supérieures à Bruxelles, elle s'est affiliée au Royal Excelsior Sports Club (RESC) de Bruxelles. De 2023 à 2025, elle a également été affiliée au Club de Saint-Julien-en-Genevois en Suisse.

## Championnats de Belgique
| Épreuve       | Année      |
| ------------- | ---------- |
| 10000 m       | 2023, 2025 |
| Cross-country | 2024       |

## Records personnels
| Épreuve | Prestation          | Date            | Lieu      |
| ------- | ------------------- | --------------- | --------- |
| 3000 m  | 9 min 7 s 96        | 18 mai 2025     | Bruxelles |
| 5000 m  | 14 min 42 s 93 (NR) | 19 juillet 2025 | Londres   |
| 10000 m | 31 min 14 s 22      | 8 juin 2025     | Duffel    |

## Palmarès

### 5.000 m
- 2025 :  Championnats de Belgique 2025 – 15.13,07 s

### 10.000 m
- 2023 :  Championnats de Belgique 2023 – 34.14,95 s
- 2024 : 11e Championnats d'Europe à Rome - 32.35, 23 s
- 2025 :  Coupe d'Europe à Pacé - 31.32,28 s
- 2025 :  Championnats de Belgique 2025 – 31.14,22 s

### Cross-country
- 2024 :  Cross Cup
- 2024 :  Championnats de Belgique 2024 à Hulshout
- 2024 : 5e Championnats d'Europe à Antalya
- 2024 :  Championnats d'Europe, classement par pays à Antalya